# مردی به نام روکا
مردی به نام روکا (به فرانسوی: Un nommé La Rocca‎ , ایتالیایی: Quello che spara per primo) یک فیلم سینمایی فرانسوی-ایتالیایی در ژانر جنایی و دلهره‌آور محصول سال ۱۹۶۱ به کارگردانی ژان بکر با بازی ژان-پل بلموندو است. این فیلم براساس رمان L'Excommunié اثر ژوزه جووانی در سال ۱۹۵۸ ساخته شده‌است. بلموندو در سال ۱۹۷۲ در نسخه سینمایی دیگری از این رمان به کارگردانی جووانی بنام دسته‌ای از مارسی ظاهر شد.

## داستان
روبرتو روکا، با گذشته‌ای پر دردسر، در روستاای خودش را بازنشسته کرده‌است. یک روز، یک خبرچین به او می‌گوید که دوستش خاویر آده به ناحق به جرم قتل زندانی شده است و ...